# وسام الشرف الكونفدرالي (أبناء قدامى المحاربين الكونفدراليين)
وسام الشرف الكونفدرالي هي جائزة بعد الوفاة تم إنشاؤها من قبل أبناء قدامى المحاربين الكونفدراليين في عام 1977 لتكريم قدامى المحاربين الكونفدراليين الذين «ميزوا أنفسهم بشكل واضح من خلال الشجاعة والجرأة في مواجهة خطر الحياة، بما يتجاوز نداء الواجب» خلال الحرب الأهلية الأمريكية.

## خلفية
خلال الحرب الأهلية الأمريكية، سمح كونغرس الولايات الكونفدرالية للرئيس جيفرسون ديفيس «بمنح الميداليات، مع الأجهزة المناسبة، على ضباط جيوش الولايات الكونفدرالية كما يجب أن يكون واضحًا للشجاعة والسلوك الجيد في ميدان المعركة، وكذلك لمنح وسام تمييز لضابط واحد خاص أو غير مفوض من كل سرية بعد كل إشارة انتصار يجب أن تكون قد ساعد في تحقيقها». نظرًا لافتقاره إلى القدرة التصنيعية الكافية، أنشأ المساعد والمفتش العام صمويل كوبر «قائمة الشرف» في 3 أكتوبر 1863، في ريتشموند، فيرجينيا.

## التاريخ
في عام 1968، أصدر أبناء قدامى المحاربين الكونفدراليين قرارًا بإصدار «ميدالية الشرف» وبدأوا في سكها في عام 1977. وفقًا للمدير التنفيذي السابق بن سيويل، «لقد ابتكر أبناء قدامى المحاربين الكونفدراليين وسام الشرف الكونفدرالي الخاص بهم لمجرد وجود بعض أعمال الشجاعة التي لا تُصدق والتي تلقت القليل من الاعتراف أو لم تحصل على أي تقدير أثناء الحرب وبعدها». اعتبارًا من عام 2014، تم منح ما لا يقل عن 50 ميدالية.

## التصميم
ميدالية الشرف الكونفدرالية مصنوعة من البرونز والفضة، مع نجمتين خماسيتين. نقشت عبارة «شرف. مهمة. بسالة. ولاء.» وفي الوسط يوجد الختم العظيم للولايات الكونفدرالية.

## المعايير
يجب أن يُظهر المستلمون أنهم «ميزوا أنفسهم بشكل واضح من خلال الشجاعة والجرأة في مواجهة خطر الحياة، بما يتجاوز نداء الواجب، أثناء مشاركتهم في العمل ضد عدو الولايات الكونفدرالية الأمريكية.» معظم التوصيات مستمدة من قائمة الشرف الكونفدرالية. تُمنح الميداليات للمتاحف والمكتبات بشرط عرضها بشكل صحيح.

## المتلقين البارزين
- الأب إيميران م. بليمل
- القائد إسحاق براون
- الجندي سام ديفيس
- ديفيد أوين دود
- الرائد ريتشارد دبليو داولينج
- الفريق ناثان بيدفورد فورست
- العميد واد هامبتون
- الرقيب ريتشارد رولاند كيركلاند
- الكابتن جون إس موسبي
- الرائد جون بيلهام
- الكابتن هنري ويرز

## روابط خارجية
- وسام الشرف الكونفدرالي في بورتلاند برس هيرالد
- وسام الشرف الكونفدرالي في آلة Wayback
- ميدالية الشرف الكونفدرالية في لجنة أبناء قدامى المحاربين الكونفدرالية